# Rechter St. Pöltner Mühlbach
Der Rechte St. Pöltner Mühlbach ist ein Mühlkanal der Traisen in St. Pölten in Niederösterreich. Er wird bei Altmannsdorf aus der Traisen ausgeleitet und fließt bei Traismauer wieder in die Traisen ein.
Er durchfließt dabei die östlichen Gebiete von St. Pölten. Große Bedeutung kommt ihm in Harland und in Stattersdorf zu, wo er die ansässigen Industriebetriebe wie Harlander Coats oder die Salzer Gruppe mit Wasser und Energie versorgt. Der Mühlbach folgt der Traisen an ihrer östlichen Seite und durchfließt in Herzogenburg die Firma dormakaba. Nördlich von Herzogenburg wird ein Teil des Mühlbaches zur Traisen ausgeleitet. Bei Oberndorf am Gebirge unterquert der verbliebene Mühlbach dieses Gebirge mittels eines 1,8 Kilometer langen Tunnels und in Traismauer versorgte er die ehemalige Stahlwarenfabrik Martin Miller.
Zubringer zum Mühlbach sind der Harlander Bach, der in St. Pölten einfließt, und der Saubach. Nordöstlich von Traismauer fließt er in die Traisen ab, sein Einzugsgebiet umfasst dabei 71,2 km² in weitestgehend offener Landschaft.